# Морийн Линдли
Морийн Линдли (на английски: Maureen Lindley) е английска писателка на бестселъри в жанра любовен роман.

## Биография и творчество
Морийн Линдли е родена в Бъркшир, Англия. Израства в Шотландия. Работи като като фотограф, продавач на антики и дизайнер на дрехи. Учи за психотерапевт.
Първият ѝ роман „Тайният дневник на Източната перла“ е публикуван през 2008 г. Той е основан на истинската история на Йошико Кавашима, китайска принцеса, която става японски шпионин. Той е история за сексуалната манипулация и себеоткриването, който обхваща три страни по време на Първата световна война.
Морийн Линдли живее със семейството си в долината Уай, Уелс.

## Произведения

### Самостоятелни романи
- The Private Papers of Eastern Jewel (2008) 
Тайният дневник на Източната перла, изд.: Прозорец, София (2011), прев. Йолина Миланова
- A Girl Like You (2013)
- Served Cold (2014)